# The Hero (film 1911)
The Hero è un cortometraggio muto del 1911, prodotto dall'IMP. Il nome del regista non viene riportato nei titoli.

## Produzione
Il film fu prodotto dall'Independent Moving Pictures Co. of America (IMP).

## Distribuzione
Il film uscì nelle sale il 20 aprile 1911, distribuito dalla Motion Picture Distributors and Sales Company. Veniva programmato col sistema split reel (due film sulla stessa bobina), proiettato insieme a un altro cortometraggio prodotto dall'IMP, Resignation.